# Георгиевский крест
Гео́ргиевский крест (до 1913 года — Знак отли́чия Вое́нного о́рдена) — знак отличия времён Российской империи для награждения нижних чинов, учреждённый в 1807 году и причисленный к Военному ордену Святого Великомученика и Победоносца Георгия. Являлся высшей наградой для солдат и унтер-офицеров за боевые заслуги и храбрость, проявленную против неприятеля.
В 1807—1856 годах награда имела только одну степень, с 19 марта 1856 года — четыре степени. Статутом 1913 года Знак отличия Военного ордена официально переименован в Георгиевский крест и окончательно установлены цвета георгиевской ленты (лента с тремя чёрными и двумя оранжевыми полосами).
С 24 июня 1917 года мог вручаться также и офицерам за подвиги личной храбрости по удостоению общего собрания солдат части или матросов корабля.
В годы Гражданской войны руководители Белого движения продолжили практику награждения нижних чинов Георгиевскими крестами.
В 1992 году Президиум Верховного совета России постановил восстановить знак отличия Георгиевский крест.

## История
Идея учреждения солдатской награды была высказана в поданной 6 января 1807 года на имя Александра I записке (автор неизвестен), где предлагалось учредить «5-й класс или особое отделение Военного ордена Св. Георгия для солдат и прочих нижних воинских чинов… который может состоять, например, в серебряном кресте на Георгиевской ленте, вдетой в петличку». Знак отличия Военного ордена был учреждён 13 (25) февраля 1807 года манифестом императора Александра I, как награда для нижних воинских чинов за «неустрашимую храбрость». 4-я статья манифеста повелевала носить знак отличия Военного ордена на ленте тех же цветов, что и орден Святого Георгия. Знак должен был носиться его обладателем всегда и при всех обстоятельствах, но если кавалер знака был награждён орденом Святого Георгия, в 1807—1855 годах знак на форму не надевался.
Первым получил солдатского Георгия унтер-офицер Кавалергардского полка Егор Иванович Митрохин за отличие в бою с французами под Фридландом 2 июня 1807 года. Первый кавалер солдатского Георгия служил с 1793 по 1817 год и вышел в отставку в низшем офицерском чине прапорщика. Однако имя Митрохина внесено в списки первым только в 1809 году, когда в составляемые списки первыми были внесены кавалеры из гвардейских полков. Подпрапорщик 5-го егерского полка Василий Берёзкин получил крест за бой с французами под Морунгеном 6 (18) января 1807 года, то есть за подвиг, совершённый ещё до учреждения награды.
Отличившиеся в боях 1807 года и награждённые знаком отличия Военного ордена Псковского драгунского полка унтер-офицер В. Михайлов (знак № 2) и рядовой Н. Клементьев (знак № 4), рядовые Екатеринославского драгунского полка П. Трехалов (знак № 5) и С. Родионов (знак № 7) были переведены в кавалергарды.
При учреждении солдатский крест степеней не имел, не было также ограничений по количеству награждений одного человека. При этом новый крест не выдавался, но с каждым награждением жалование увеличивалось на треть, до двойного оклада. В отличие от офицерского ордена солдатская награда эмалью не покрывалась, чеканилась из серебра 95-й пробы (совр. 990-я проба). Указом от 15 июля 1808 года кавалеры знака отличия Военного ордена освобождались от телесных наказаний. Знак отличия мог изыматься у награждённого только по суду и с обязательным уведомлением об этом императора.
Существовала практика награждения знаком отличия Военного ордена гражданских лиц низших сословий, но без права именоваться кавалером знака отличия. Одним из первых подобным образом был награждён кольский мещанин Матвей Андреевич Герасимов. В 1810 году судно, на котором он вёз груз муки, было захвачено английским военным кораблём. На русское судно, экипаж которого составлял 9 человек, высадилась призовая команда из восьми английских солдат под командованием офицера. Через 11 дней после захвата, воспользовавшись ненастной погодой на пути в Англию, Герасимов с товарищами взял англичан в плен, заставив официально сдаться (отдать шпагу) и командовавшего ими офицера, после чего привёл судно в норвежский порт Вардё, где пленные были интернированы.
Известен случай награждения солдатской наградой генерала. Им стал М. А. Милорадович за бой с французами в солдатском строю под Лейпцигом. Серебряный крест ему вручил наблюдавший за ходом сражения император Александр I, который позволил Милорадовичу его «на войне носить», сказав — «Носи солдатский крест, ты — друг солдат».
В январе 1809 года введена нумерация крестов и именные списки. К этому времени было выдано около 10 тысяч знаков. К началу Отечественной войны 1812 года Монетный двор изготовил 16 833 креста. Статистика награждений по годам показательна:
- 1812 год — 6783 награждения;
- 1813 год — 8611 награждений;
- 1814 год — 9345 награждений;
- 1815 год — 3983 награждения;
- 1816 год — 2682 награждения;
- 1817 год — 659 награждений;
- 1818 год — 328 награждений;
- 1819 год — 189 награждений.

Знаками отличия без номеров награждали до 1820 года, в основном невоинских чинов армии, а также бывших командиров партизанских отрядов из числа купцов, крестьян и мещан.
В 1813—1815 годах Знаком награждались также солдаты союзных России армий, действовавших против наполеоновской Франции: пруссаки (1921), шведы (200), австрийцы (170), представители разных германских государств (около 70), англичане (15).
Всего во время правления Александра I (период 1807—1825 гг.) было пожаловано 46 527 знаков отличия.
В 1833 году положения о Знаке отличия Военного ордена были прописаны в новом статуте ордена Святого Георгия. Именно тогда введено ношение Знака отличия Военного ордена «с бантом из георгиевской же ленты» лицами, удостоившимися получать полный оклад прибавочного жалования за повторные подвиги.
В 1839 году была учреждена юбилейная разновидность знака в честь 25-летия заключения Парижского мира. Внешне знак отличался наличием вензеля Александра I на верхнем луче реверса. Эта награда вручалась военнослужащим армии Пруссии (отчеканено 4500 крестов, вручено 4264).
19 августа 1844 года император Николай I подписал указ об учреждении особого Георгиевского креста для магометан (мусульман) и иных лиц нехристианского вероисповедания. На таком изводе награды вместо христианского сюжета со святым Георгием, поражающим змея, изображался чёрный двуглавый орёл. При этом мусульманские награждённые часто настаивали на выдаче обычного креста со святым Георгием, рассматривая его как награду «с джигитом как они сами», а не «с птицей». До 1856 года такие знаки получили 1368 солдат.
Всего в эпоху Николая I (1825—1855) знака было удостоено 57 706 нижних чинов русской армии. Больше всего кавалеров появилось после русско-персидской войны 1826—1828 годов и русско-турецкой войны 1828—1829 годов (11 993), подавления Польского мятежа (5888) и Венгерского похода 1849 года (3222).
С 19 марта 1855 года знак отличия было разрешено носить на мундире тем его обладателям, которые впоследствии удостоились ордена Святого Георгия.

## Четыре солдатских Георгиевских креста
С 19 марта 1856 года императорским указом введены четыре степени знака. Знаки носились на Георгиевской ленте на груди и изготавливались из золота (1-я и 2-я степени) и серебра (3-я и 4-я степени). Внешне новые кресты отличались тем, что на реверсе теперь размещались слова «4 степ.», «3 степ.» и т. д. Нумерация знаков началась заново для каждой степени.
Награждения совершались последовательно: от младшей степени к старшей, однако случались и исключения. Так, 30 сентября 1877 года И. Ю. Попович-Липовац за мужество в бою был удостоен Знака 4-й степени, а уже 23 октября за очередной подвиг — сразу 1-й степени.
При наличии всех четырёх степеней знака на мундире носились 1-я и 3-я, при наличии 2-й, 3-й и 4-й степеней надевались 2-я и 3-я, при наличии 3-й и 4-й надевалась только 3-я.

Георгиевские кресты всех четырёх степеней («полный бант»)

За всю 57-летнюю историю четырёхстепенного Знака отличия Военного ордена его полными кавалерами (обладателями всех четырёх степеней) стали около 2 тыс. человек, 2-й, 3-й и 4-й степенями было награждено около 7 тыс. чел., 3-й и 4-й степенями — около 25 тыс. чел., 4-й степенью — 205 336 чел. Больше всего награждений пришлось на русско-японскую войну 1904—1905 годов (87 000), русско-турецкую войну 1877—1878 годов (46 000), Кавказскую кампанию (25 372) и среднеазиатские походы (23 000).
Разновидность Знака отличия Военного ордена для награждения нижних чинов нехристианского вероисповедания, учреждённая в 1844 году, также была разделена на четыре степени и просуществовала до 1913 года. С 1856 по 1913 год полными кавалерами такой награды стали 19 человек, три степени (2-ю, 3-ю и 4-ю) получили 269 человек, 3-ю и 4-ю степени — 821 человек и 4-ю степень — 4619 человек. Нумерация этих наград велась отдельно.
Награда также имела имела неофициальные наименования: Георгиевский крест 5-й степени, солдатский Георгиевский крест, солдатский Георгий («Егорий») и другие.
В 1913 году был утверждён новый статут Знака отличия Военного ордена. Он стал официально называться Георгиевским крестом, и нумерация знаков с этого времени началась заново. В отличие от Знака отличия Военного ордена, Георгиевских крестов для нехристиан не существовало — на всех крестах с 1913 года изображался святой Георгий. Кроме того, с 1913 года Георгиевский крест мог вручаться посмертно.
Иногда, из-за ошибок в наградном делопроизводстве в военное время, случались повторные вручения одной и той же степени Георгиевского креста. Так, подпрапорщик лейб-гвардии 3-го стрелкового полка Г. И. Соломатин был удостоен пяти Георгиевских крестов (дважды 4-й степени) и четырёх Георгиевских медалей (3-й, 2-й и дважды 1-й степени).
Известен по крайней мере один случай одновременного награждения тремя степенями Георгиевского креста. 3-й, 2-й и 1-й степеней одновременно удостоился унтер-офицер Порфирий Герасимович Панасюк, ранее награжденный 4-й степенью. Наград он удостоился в апреле 1915 г. за исключительное мужество, проявленное в плену, — под пытками смелый солдат не выдал военной тайны. 4-й степени Панасюк был удостоен приказом командующего армией, а прочих трёх степеней — приказом Верховного Главнокомандующего.

## Награждения
Первое награждение Георгиевским крестом 4-й степени состоялось 1 августа 1914 года, когда крест № 5501 был вручён приказному 3-го Донского казачьего полка Козьме Фирсовичу Крючкову за блестящую победу над двадцатью семью германскими кавалеристами в неравном бою 30 июля 1914 года. Впоследствии К. Ф. Крючков заслужил в боях также три остальные степени Георгиевского креста. Георгиевский крест за № 1 был оставлен «на усмотрение Его Императорского Величества» и вручён позже, 20 сентября 1914 года, рядовому 41-го пехотного Селенгинского полка Петру Чёрному-Ковальчуку, захватившему в бою австрийское знамя.
За храбрость в боях Георгиевским крестом неоднократно награждались женщины. Среди них:
- Башкирова Кира Александровна (Николай Попов), награждена Георгиевским крестом 4-й степени (№ 40133) за отличия в Первой мировой войне;
- Бочкарёва Мария Леонтьевна, награждена Георгиевским крестом 3-й и 4-й степени. Расстреляна в 1920 году большевиками. Реабилитирована 9 января 1992 года;
- Брытова Евгения Трофимовна, дочь Шамиля; приняла православие и вышла замуж за русского унтер-офицера. Под именем Александра Воинова с разрешения Николая I служила в Грузинском гренадерском полку. Награждена Георгиевским крестом 4-й степени (№ 5702);
- Дурова Надежда Андреевна, награждена Георгиевским крестом 4-й степени (№ 5728) за спасение офицера под Гутштадтом в 1807 году;
- Красильникова Анна Алексеевна (Александровна) (Анатолий Красильников) — послушница Казанского монастыря, служила охотником в 205-м Шемахинском полку. Награждена Георгиевским крестом 4-й степени (№ 16602) за отличия в Первой мировой войне[17];
- Пальшина Антонина Тихоновна (Антон Пальшин) — младший унтер-офицер, награждена Георгиевским крестом 3-й и 4-й степени, Георгиевской медалью 3-й и 4-й степени;
- Смирнова Зоя Фёдоровна (Евгений Фёдорович Макаров) — младший унтер-офицер, награждена Георгиевским крестом 4-й степени за отличия в Первой мировой войне;
- Толь Евгения Петровна (Евгений Коркин)[18] — баронесса, ротный фельдшер, награждена Георгиевским крестом 4-й степени;
- Цебржинская Елена Константиновна (Глеб Цетнерской) — прапорщик-фельдшер 186-го Асланского пехотного полка, затем служила в 3-м Кавказском передовом отряде Красного Креста. Награждена Георгиевским крестом 4-й степени за отличия в Первой мировой войне;
- Чернявская Евдокия Карповна (Иосиф Глущенко) — рядовая. Награждена в 1915 году Георгиевским крестом 4-й степени;
- Шидловская Ольга Сергеевна (Олег Шидловский) — старший унтер-офицер гусарского полка, награждена Георгиевским крестом 4-й степени за отличия в Первой мировой войне;
- фон Штоф Александра Александровна, баронесса, служила в гусарском полку. Награждена Георгиевским крестом 4-й степени за отличия в русско-турецкой войне 1877—1878 годов. Фрейлина императрицы Марии Александровны.
- Лина Чанка-Фрейденфелде — младший унтер-офицер 3-го Курземского Латышского стрелкового полка, награждена Георгиевским крестом 3-й и 4-й степени и Георгиевской медалью за отличия в Первой мировой войне.

В монархической газете «Курская быль» от 15 апреля 1915 года приводится рассказ о казачке Марии Смирновой, награждённой тремя Георгиевскими крестами.
Награждались Георгиевскими крестами также иностранцы, служившие в русской армии. Французский негр Марсель Пля, воевавший на бомбардировщике «Илья Муромец», получил два креста, французский лётчик лейтенант Альфонс Пуарэ — четыре, а чех Карел Вашатка был обладателем четырёх степеней Георгиевского креста, Георгиевского креста с лавровой ветвью, Георгиевских медалей трёх степеней, ордена Св. Георгия 4-й степени и Георгиевского оружия.
В 1915 году в связи с трудностями войны знаки 1-й и 2-й степени стали изготавливать из золота пониженной пробы: 60 % золота, 39,5 % серебра и 0,5 % меди. Содержание серебра в знаках 3-й и 4-й степени не изменилось (99 %). Всего монетный двор отчеканил Георгиевских крестов с пониженным содержанием золота: 1-й степени — 26950 (№ с 5531 по 32840), 2-й — 52900 (№ с 12131 по 65030). На них в левом углу нижнего луча, ниже буквы «С» (степ) стоит клеймо с изображением головы.
С 1914 по 1917 год было вручено:
- Георгиевских крестов 1-й ст. — ок. 33 тыс.
- Георгиевских крестов 2-й ст. — ок. 65 тыс.
- Георгиевских крестов 3-й ст. — ок. 289 тыс.
- Георгиевских крестов 4-й ст. — ок. 1 млн 200 тыс.

Для обозначения порядкового номера («за миллион») на верхней стороне креста штамповалось «1/М», а остальные цифры помещались на сторонах креста. Осенью 1916 года было принято решение изготавливать Георгиевские кресты из «жёлтого» и «белого» металлов (соответственно прекратив использование золота и серебра). Они имели под порядковыми номерами буквы «ЖМ» или «БМ». Всего отчеканено:
- 1-й степени «ЖМ» — 10 000 (№ с 32481 по 42480),
- 2-й степени «ЖМ» — 20 000 (№ с 65031 по 85030),
- 3-й степени «БМ» — 49 500 (№ с 289151 по 338650),
- 4-й степени «БМ» — 89 000 (№ с 1210151 по 1299150).

После Февральской революции начали происходить случаи награждения Георгиевским крестом по сугубо политическим мотивам. Так, награду получил унтер-офицер Тимофей Кирпичников, возглавивший мятеж Лейб-гвардии Волынского полка в Петрограде, а премьер-министру России А. Ф. Керенскому кресты 4-й и 2-й степеней были «преподнесены» как «неустрашимому герою Русской Революции, сорвавшему знамя царизма».
24 июня 1917 года Временное правительство изменило статут Георгиевского креста и разрешило награждать им офицеров по решению солдатских собраний. В этом случае на ленте знаков 4-й и 3-й степеней укреплялась серебряная лавровая ветвь, на ленте знаков 2-й и 1-й степеней — золотая лавровая ветвь. Всего было вручено около 2 тысяч таких наград.
16 декабря 1917 года Георгиевский крест был упразднён одновременно со всеми остальными наградами Российской Республики.
| |  |  |  |
| Георгиевские кресты (лицевая и обратная сторона) всех степеней, принадлежащие К. П. Трубникову, ставшему во время Великой Отечественной войны генерал-полковником. Георгиевский крест 2-й степени № 4034 Трубников сдал в пользу раненых своего полка. В свою очередь солдаты преподнесли ему бронзовый крест. На обратной стороне вензель С. Г., то есть Святой Георгий. |  |  |  |

Известны случаи массового награждения Знаками отличия Военного ордена и Георгиевскими крестами:
- 1829 — экипаж легендарного брига «Меркурий», принявшего и выигравшего неравный бой с двумя турецкими линейными кораблями;
- 1865 — казаки 4-й сотни 2-го Уральского казачьего полка, выстоявшие в неравном бою с многократно превосходящими силами кокандцев под кишлаком Икан;
- 1904 — экипажи крейсера «Варяг» и канонерской лодки «Кореец», принявшие неравный бой с японской эскадрой;
- 1916 — казаки 2-й сотни 1-го Уманского кошевого атамана Головатова полка Кубанского казачьего войска, которая под командованием есаула В. Д. Гамалия совершила труднейший рейд в апреле 1916 года во время Персидской кампании.[22]
- 1917 — чины Корниловского ударного полка за прорыв австрийских позиций у деревни Ямшица и др.

## Статут
Извлечения из Статута ордена Святого Георгия от 1833 года:

Георгиевский крест 1839 года для прусских ветеранов-союзников в борьбе с Наполеоном

- Знак отличия Военного Ордена состоит в серебряном кресте, в кругу которого, на одной стороне, изображение Св. Георгия на коне, а с другой, вензели Св. Георгия и тот нумер, под которым имеющий сей знак внесен в список пожалованных оным.
- Знак отличия Военного Ордена носится в петлице на Георгиевской ленте.
- Сей знак отличия приобретается только на поле сражения, при осаде и обороне крепостей, и на водах в морских битвах. Оный дается единственно тем нижним чинам, кои действительно служа в Сухопутных и Морских войсках, отличат себя особенною храбростию против неприятеля.
- Само собою разумеется, что во всяком случае, право на удостоение знаком отличия Военного Ордена приобретают те только нижние чины, кои, при совершении подвигов, соединят с храбростию точное послушание начальникам.
- Знак отличия Военного Ордена никогда не снимается, хотя бы получивший оный произведен был Офицером; но ежели по производстве в Офицеры, пожалован будет Кавалером Ордена Св. Георгия, в таком случае знак отличия должен быть уже снят.

За крест солдат или унтер-офицер получал жалованье на треть больше обычного. За каждый дополнительный знак жалованье прибавлялось на треть, пока оклад не увеличивался вдвое. Прибавочное жалованье сохранялось пожизненно после увольнения в отставку, его могли получать вдовы ещё год после смерти кавалера.
Награждение солдатским Георгием давало также следующие льготы отличившемуся: запрещение применения телесных наказаний к лицам, имеющим знак отличия ордена; при переводе кавалеров, награждённых Георгиевским крестом унтер-офицерского звания, из армейских полков в гвардию сохранение их прежнего чина, хотя гвардейский унтер-офицер считался на два чина выше армейского.
Если кавалер получал знак отличия в ополчении, то его уже не могли отдать в военную службу («забрить в солдаты») без его согласия. Однако статут не исключал насильственной отдачи кавалеров в солдаты, если те будут признаны помещиками как лица, «кои поведением своим нарушат общую тишину и спокойствие».
Зачастую определённое количество крестов выделялось отличившемуся в бою подразделению, а затем ими награждались наиболее отличившиеся солдаты, причём с учётом мнения их товарищей. Этот порядок был узаконен и назывался «приговор роты». Кресты, полученные по «приговору роты» ценились в солдатской среде больше, чем полученные по представлению командира.
В 1913 году новый статут ордена Святого Георгия закрепил разделение знака отличия на четыре степени, введённое в 1856 году:

Извлечения из Статута ордена Святого Георгия от 1913 года:

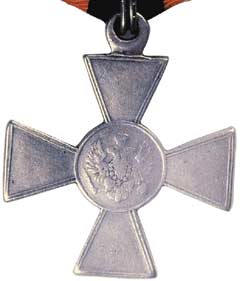
Георгиевский крест для награждения нехристиан с изображением государственного герба вместо святого Георгия

- Первая высшая степень: Золотой Крест, носимый на груди, на Георгиевской ленте, с бантом; в кругу Креста на лицевой стороне изображение Св. Георгия, а на обратной — вензель Св. Георгия; на поперечных концах обратной стороны Креста вырезан тот номер, под которым имеющий Крест первой степени внесен в список пожалованных сею степенью, и на нижнем конце Креста надпись: 1-я степ.
- Вторая степень: Такой же золотой Крест, на Георгиевской ленте, без банта; на поперечных концах обратной стороны Креста вырезан номер, под которым имеющий Крест второй степени внесен в список пожалованных сею степенью, и внизу надпись: 2-я степ.
- Третья степень: Такой же Крест серебряный на Георгиевской ленте, с бантом; на поперечных концах оборотной стороны вырезан номер, под которым имеющий Крест третьей степени внесен в список пожалованных сею степенью, и внизу надпись: 3-й степ.
- Четвёртая степень: Такой же серебряный Крест, на Георгиевской ленте, без банта; на поперечных концах обратной стороны Креста вырезан номер, под которым пожалованный Крест четвёртой степени внесен в список пожалованных сею степенью, и внизу надпись: 4-я степ.

Новый статут ввёл также пожизненные денежные поощрения кавалерам Георгиевского креста: за 4-ю степень — 36 рублей, за 3-ю степень — 60 рублей, за 2-ю степень — 96 рублей и за 1-ю степень — 120 рублей в год. Кавалерам нескольких степеней прибавка или пенсия платилась только за высшую степень. На пенсию в 120 рублей можно было нормально жить, зарплата промышленных рабочих в 1913 году составляла около 200 рублей в год.
Кавалер 1-й степени жаловался также званием подпрапорщика, а кавалер 2-й степени получал такое звание только при увольнении в запас.

## В период Гражданской войны
Фактическое отсутствие единого командования и территориальная разобщённость белых армий привели к тому, что общей наградной системы не было создано. Не было выработано и единого подхода к вопросу о допустимости награждения дореволюционными наградами.
Что касается солдатских Георгиевских Крестов и медалей, то награждение ими рядовых солдат и казаков, вольноопределяющихся, унтер-офицеров, юнкеров, добровольцев и сестёр милосердия происходило на всех территориях, занятых Белыми армиями. Во время похода отряда М. Г. Дроздовского по маршруту Яссы-Дон Георгиевские кресты, целый мешок которых достался Дроздовскому в штабе Румынского фронта, вручались в качестве наград и офицерам отряда. Первое такое награждение состоялось 30 марта 1918 г.
При этом, на юге России, на территории Всевеликого войска Донского с учётом местной специфики Георгий Победоносец на Георгиевских крестах изображался в виде казака: в шапке с башлыком, казачьем мундире и сапогах, из-под шапки виден чуб, лицо обрамлено бородой. С 11 мая 1918 года было вручено более 20 тысяч таких крестов 4-й степени, 9080 — 3-й, 470 — 2-й и один — 1-й. В Донской армии Георгиевскими крестами награждали также офицеров и генералов.
9 февраля 1919 года награждение Георгиевским крестом было восстановлено на Восточном фронте А. В. Колчака. Но одновременно было запрещено награждение офицеров Георгиевским крестом с лавровой ветвью и их ношение.
В Северной армии Е. К. Миллера было вручено 2270 крестов 4-й степени, 422 — 3-й, 106 — 2-й и 17 — 1-й.
В Добровольческой армии награждения Георгиевскими крестами было разрешено 12 августа 1918 г. и происходило на тех же основаниях, что и в Русской Императорской: «Солдаты и добровольцы представляются [к] Георгиевским крестам и медалям за подвиги, указанные [в] Георгиевском Статуте, тем же порядком, как и во время войны [на] внешнем фронте, награждаются крестами властью комкора, а медалями властью начдива». Первое вручение наград состоялось 4 октября 1918 года. В Русской армии П. Н. Врангеля эта практика сохранилась.
Последним Георгиевским кавалером времён Гражданской войны, награждённым в России, стал вахмистр Павел Васильевич Жадан (1901—1975), награждённый в июне 1920 года за участие в разгроме конного корпуса Д. П. Жлобы.

## Награждения в 1930—1940-е годы
Последнее награждение Георгиевским крестом от имени Главнокомандующего Русской армией П. Н. Врангеля датировано 20 сентября 1922 года.
Известно о награждении Георгиевским крестом 4-й степени Владимира Никифоровича Дегтярёва за несколько успешных разведывательных миссий на территорию СССР (приказ начальника РОВС генерал-лейтенанта Е. К. Миллера от 10 ноября 1930 г.)
Наконец, Георгиевский крест 4-й степени был дважды вручен чинам Русского Охранного корпуса — врачу Николаю Александровичу Голубеву и юнкеру Сергею Владимировичу Шаубу. Оба награждения состоялись 12 декабря 1941 года. Н. А. Голубев воевал в РОК до конца войны и 12 мая 1945 года был взят в плен англичанами. С. В. Шауб после тяжёлого ранения получил профессию врача, с 1951 года жил в Швейцарии и скончался 11 июля 2006 года на 82-м году жизни. Именно он в определенной части эмигрантских кругов считается последним Георгиевским кавалером времён Второй мировой войны.

## Георгиевский крест в советское время
Вопреки распространённому заблуждению, Георгиевский крест не был «узаконен» советским правительством или официально разрешён к ношению военнослужащими Красной армии. После начала Великой Отечественной войны мобилизовали много людей старших возрастов, среди которых были участники Первой мировой войны, награждённые Георгиевскими крестами. Такие военнослужащие носили награды «явочным порядком», в чём им никто не препятствовал, и пользовались в армейской среде законным уважением.
После ввода в систему советских наград ордена Славы, во многом сходного по идеологии с «солдатским Георгием», появилось мнение узаконить старую награду, в частности известно письмо на имя председателя Совета Народных Комиссаров и Государственного Комитета Обороны И. В. Сталина от профессора ВГИКа, бывшего члена первого Военно-Революционного комитета по авиации Московского военного округа и георгиевского кавалера Н. Д. Анощенко с подобным предложением:

…прошу Вас рассмотреть вопрос о приравнивании б. георгиевских кавалеров, награждённых этим орденом за боевые подвиги, совершённые во время прошлой войны с проклятой Германией в 1914—1919 г., к кавалерам советского ордена Славы, так как статут последнего почти полностью соответствует статуту б. ордена Георгия и даже цвета их орденских лент и их рисунок одинаковы.
Этим актом Советское правительство прежде всего продемонстрирует преемственность военных традиций славной русской армии, высокую культуру уважения ко всем героическим защитникам нашей любимой Родины, стабильность этого уважения, что бесспорно будет стимулировать как самих б. георгиевских кавалеров, так и их детей и товарищей на совершение новых ратных подвигов, ибо каждая боевая награда преследует не только цель справедливого награждения героя, но она должна служить и стимулом для других граждан к совершению подобных же подвигов.
Таким образом, это мероприятие будет способствовать ещё большему укреплению боевой мощи нашей доблестной Красной Армии.
Да здравствует наша великая Родина и её непобедимый, гордый и смелый народ, неоднократно бивший немецких захватчиков, и успешно громящий их сейчас под вашим мудрым и твёрдым руководством!
Да здравствует великий Сталин!
— Профессор Ник. Анощенко 22.IV.1944 г.
Подобное движение в конечном итоге вылилось в проект постановления СНК:

Проект Постановления СНК СССР

24 апреля 1944 г.
В целях создания преемственности боевых традиций русских воинов и воздания должного уважения героям, громивших немецких империалистов в войну 1914—1917 г., СНК СССР постановляет:
1. Приравнять б. георгиевских кавалеров, получивших Георгиевские кресты за боевые подвиги, совершенные в боях против немцев в войну 1914—17 гг., к кавалерам ордена Славы со всеми вытекающими из этого льготами.
2. Разрешить б. георгиевским кавалерам ношение на груди колодки с орденской лентой установленных цветов.
3. Лицам, подлежащим действию настоящего постановления, выдаётся орденская книжка ордена Славы с пометкой «б. георгиевскому кавалеру», каковая оформляется штабами военных округов или фронтов на основании представления им соответствующих документов (подлинных приказов или послужных списков того времени)

Достоверно известно, что в целях воодушевления личного состава, в октябре 1944 года, на самом высоком уровне (ГКО) наравне с вопросом об учреждении ряда новых орденов и медалей, обсуждался и вопрос об официальном разрешении военнослужащим носить солдатские Георгиевские кресты, полученные ими ещё в Первую мировую войну. Но реальным постановлением данный проект так никогда и не стал.

### Герои Советского Союза — полные кавалеры Георгиевского креста
1. Агеев, Григорий Антонович (посмертно)
2. Будённый, Семён Михайлович (один из трёх трижды Героев Советского Союза)
3. Козырь, Максим Евсеевич
4. Лазаренко, Иван Сидорович (посмертно)
5. Мещеряков, Михаил Михайлович
6. Недорубов, Константин Иосифович
7. Тюленев, Иван Владимирович

Был представлен к присвоению звания Героя Советского Союза, но не получил его:
1. Ткачук, Александр Тимофеевич

## Кавалеры

Кавалеры Георгиевского креста. Фотография 1915 года

В XIX веке знаком отличия Военного ордена были награждены:
- знаменитая «кавалерист-девица» Н. А. Дурова — № 5723 в 1807 году за спасение жизни офицера в бою под Гутштадтом; в списках кавалеров она значится под именем корнета Александра Александрова.
- За сражение при Денневице в 1813 году получила Георгиевский крест другая женщина по имени София Доротея Фредерика Крюгер[29], унтер-офицер из прусской бригады Борстелла. София была ранена в бою в плечо и ногу, она также удостоилась прусского Железного креста 2-й ст.
- Будущие декабристы М. И. Муравьёв-Апостол и И. Д. Якушкин, сражавшиеся при Бородине в чине подпрапорщика, не дававшем права на офицерскую награду, получили Георгиевские кресты № 16697 и № 16698.

Среди наиболее известных кавалеров солдатского Георгия — известный персонаж времён Первой мировой войны казак Козьма Крючков и герой Гражданской войны Василий Чапаев — три Георгиевских креста (4-й ст. № 463479 — 1915 год; 3-й ст. № 49128; 2-й ст. № 68047 октябрь 1916 года) и Георгиевская медаль (4-й степени № 640150).
Полными кавалерами солдатского Георгиевского креста были советские военачальники: А. И. Ерёменко, И. В. Тюленев, К. П. Трубников, С. М. Будённый. Причём Будённый получал Георгиевские кресты даже 5 раз: первой награды, Георгиевского креста 4-й степени, Семён Михайлович был лишён по суду за рукоприкладство к старшему по званию, вахмистру. Снова он получил крест 4-й ст. на турецком фронте, в конце 1914 года. Георгиевский крест 3-й ст. был получен в январе 1916 года за участие в атаках под Менделиджем. В марте 1916 года Будённый награждён крестом 2-й степени. В июле 1916 года Будённый получил Георгиевский крест 1-й степени, за то, что с четырьмя товарищами привёл из вылазки в тыл врага 7 турецких солдат.
Из будущих маршалов, нижний чин Родион Малиновский был награждён трижды (из них два раза крестом 3-й степени, про один из которых стало известно уже после его смерти), и по два креста имели унтер-офицер Георгий Жуков и младший унтер-офицер Константин Рокоссовский.
Два креста имел будущий генерал-майор Сидор Ковпак, в годы Великой Отечественной войны — командир Путивльского партизанского отряда и соединения партизанских отрядов Сумской области, впоследствии получившего статус Первой украинской партизанской дивизии.
Известным Георгиевским кавалером стала в годы Первой мировой войны Мария Бочкарёва. В 1920 году её расстреляли большевики.
Последним Георгиевским кавалером периода Гражданской войны считается 18-летний вахмистр П. В. Жадан, за спасение штаба 2-й конной дивизии генерала Морозова.

## Восстановление в Российской Федерации
Знак отличия «Георгиевский крест» был восстановлен в Российской Федерации в 1992 году. Указом Президиума Верховного Совета Российской Федерации от 2 марта 1992 года № 2424—I «О государственных наградах Российской Федерации» было установлено:

…восстановить российский военный орден Святого Георгия и знак «Георгиевский Крест».

Указ Президиума Верховного Совета № 2424—I утверждён Постановлением Верховного Совета Российской Федерации от 20 марта 1992 года № 2557-I «Об утверждении Указа Президиума Верховного Совета Российской Федерации „О государственных наградах Российской Федерации“».